# Христианско-арабские диалекты
Христианско-арабские диалекты (англ. Christian Arabic, араб. اللغة العربية المسيحية‎) — разновидность арабского языка, на которой в Средние века писали свои сочинения христианские авторы арабского и неарабского происхождения на Ближнем Востоке. Также христианско-арабскими диалектами называют диалекты, характерные для современных арабов-христиан.

## В Средневековье

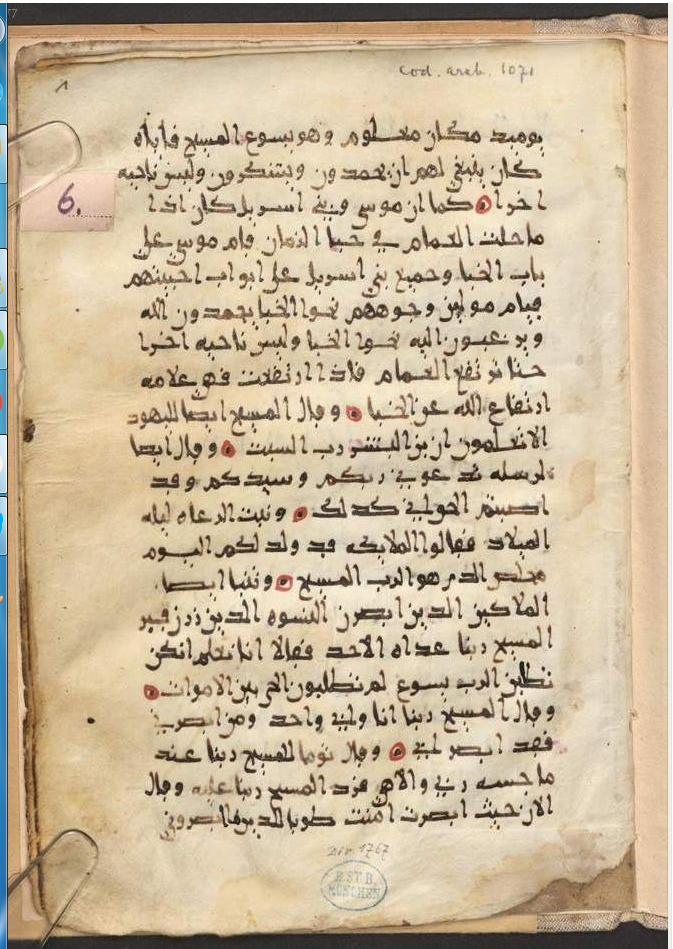
Отрывок из «Апологии Христианства» Феодора Абу Курры на арабском языке.

Ещё в домусульманскую эпоху некоторые арабские племена (бану таглиб) и династии (Гассаниды, Лахмиды) исповедовали христианство, часть их потомков и по сей день остаются христианами. После возникновения ислама христианские общины неарабского происхождения, оказавшиеся в ходе арабских завоеваний под мусульманским господством, со временем подверглись арабизации и восприняли арабский язык не только как разговорный, но и как литературный и литургический язык. Копты-христиане, писавшие и разговаривавшие на различных коптских диалектах, после завоевания Египта мусульманами постепенно перешли на арабский язык. Арамейские языки, которые были распространены в Сирии и Месопотамии, также уступили место арабскому языку, но произошло это довольно поздно — в XIV веке (следовательно и христиане, проживавшие в этих регионах, перешли на арабский язык).
Как и авторы, писавшие свои произведения на еврейско-арабских диалектах, христиане были менее подвержены влиянию сложившего к VIII—IX веку классического стандарта арабского языка. Большая часть текстов на христианско-арабском происходит из южной Палестины, включая Синайский полуостров (хранятся в Монастыре Святой Екатерины у горы Синай). Самые ранние из этих документов датируются VIII веком, когда арамейский язык был ещё живым и многим христианским авторам было присуще арамейско-арабское двуязычие. В их произведениях можно проследить влияние родного языка.
Отличительной особенностью текстов на христианско-арабском является то, что большинство из них являются переводами с греческого или сирийского языка (агиографические и патристические тексты). Существовало значительное число переводов Библии. Оригинальных же произведений совсем немного, в основном — христиологические трактаты (например, трактаты Феодора Абу Курры). Также стоит упомянуть хроники Агапия Манбиджского (ум. 941 или 942) и «Историю патриархов Александрийских» Маухуба ибн Мансура (XI век).
Для записи текстов на христианско-арабском иногда использовалась письменность на основе сирийского алфавита — гаршуни. Имеются несколько текстов, записанных с помощью коптского алфавита, и один текст с использованием греческого алфавита.

## XX—XXI век
Говоры христиан, проживающих в арабских странах, продолжают сохранять отличия от диалектов мусульман и евреев. Особенно это заметно в диалекте христиан Багдада и других регионов Ирака.
Говор христиан Багдада развился из народного арабского языка, распространённого в средневековом Ираке, и является оседлым диалектом. Это отличает его от более позднего диалекта мусульман, появившегося на основе языка кочевников бедуинов. Самыми ранними трудами, посвящёнными говору христиан Багдада являются статьи «Арабский диалект Багдада» (англ. The Arabic dialect of Baghdad, 1901) Габриэля Усани и «Примеры народного языка в городах Ирака» (араб. الأمثال العامية في البلاد العراقية‎, 1906) Юсифа Ганимы. В 1914 году Луи Массиньон написал «Заметки об арабском диалекте Багдада» (фр. Notes sur le dialecte arabe de Bagdad), в котором был упомянут и христианско-арабский диалект. Статья Массиньона содержит ряд ошибок и уровень его познания об этих диалектах считается сомнительным. В 1964 году была опубликована монография Хаима Бланка «Диалекты общин Багдада» (Communal dialects in Baghdad), в котором он обратил внимание на существование в Багдаде трёх разных диалектов: мусульманского, христианского и еврейского. Этот труд считается одним из лучших по этой теме.